# هرشی (نبراسکا)
هرشی(به انگلیسی: Hershey) شهری در ایالت نبراسکا کشور ایالات متحده آمریکا است که جمعیت آن در سرشماری سال ۲۰۱۰ میلادی، ۶۶۵ نفر بوده‌است.